# REVTeX
REVTeX是一個由美國物理學會（American Physical Society，簡稱：APS）發行並維護的LaTeX巨集。
在投稿到由美國物理學會、美國物理協會（American Institute of Physics，簡稱：AIP）等單位發行的期刊時，
REVTeX是相當受歡迎的工具。
APS發行REVTeX以幫助其投稿者編輯出符合格式的文章。

## 外部連結
- Revtex4 homepage